# Katrijn
De naam Katrijn is een meisjesnaam die is afgeleid van de Griekse naam Catharina, die op zijn beurt afgeleid is van het Griekse woord katharos (καθαρος), dat "rein" of "zuiver" betekent. 
Katrijn betekent dus zoveel als "de reine, schone, zuivere".

## Fictieve naamdraagsters

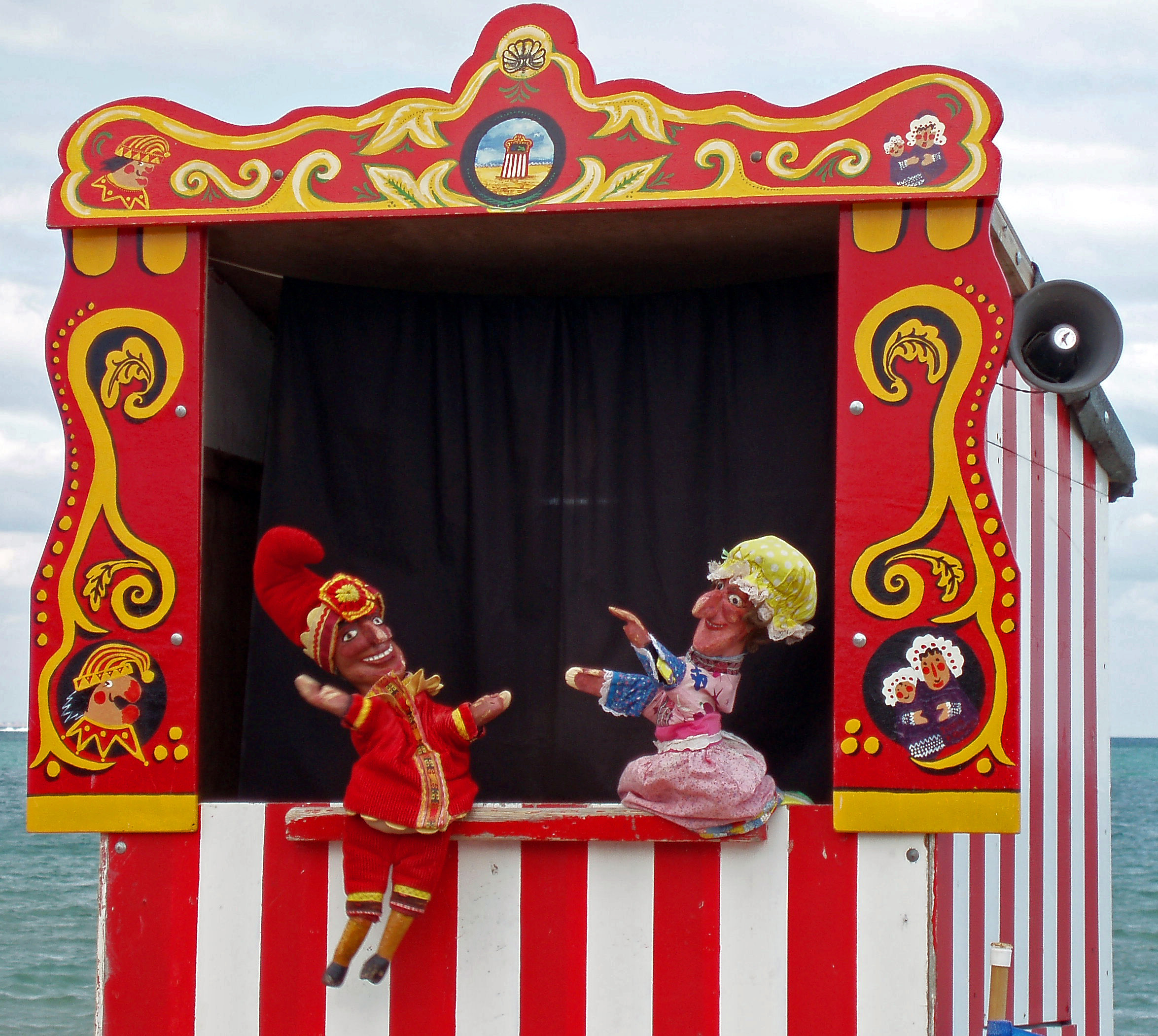
Katrijn (rechts) met Jan Klaassen

- Katrijn, de echtgenote van Jan Klaassen in het poppenkastspel